# Helge Almquist
Helge Knut Hjalmar Almquist, född 17 december 1880 i Stockholm, död 29 februari 1944 i Stockholm, var en svensk riksarkivarie, professor och politiker.

## Biografi
Efter mogenhetsexamen vid Beskowska skolan i Stockholm 1899 blev Almquist samma år student vid Uppsala universitet, där han blev filosofie kandidat 1902 och filosofie licentiat i januari 1907 samt filosofie doktor 1908 med avhandlingen Sverige och Ryssland 1595–1611. Han blev docent i historia vid samma lärosäte 1909 och professor i historia och statskunskap vid Göteborgs högskola 1 juni 1915–1926, samt prorektor där 1923–1926. Almquist var riksarkivarie 1926–1944 och speciell vårdare av det Bernadotteska familjearkivet från 1926, ordförande i Historiska föreningen i Göteborg 1915–1926, inspektor vid Majornas elementarläroverk för flickor 1923–1926, var ledamot av riksdagens andra kammare 1925–1928 och av första kammaren 1934, ledamot av Göteborgs stadsfullmäktige 1919–1924, av Göteborgs lyriska teater 1921–1923 samt av Göteborgs botaniska trädgård 1922–1923. I riksdagen skrev han 10 egna motioner huvudsakligen om kultur- och utbildningsfrågor, t ex bevarande av Bohus fästnings ruin.
Under den ryska krisen 1917 gjorde han bland annat tjänst som legationsråd vid den svenska beskickningen i Petrograd. 
Almquist var ordförande i Jubileumsutställningens historiska utskott, inför Göteborgs 300-årsjubileum 1923 och vice ordförande i utskottets publikationskommité. Han var ensam författare till de båda monumentalverken Göteborgs historia 1619–1680 (837 sid.) samt Göteborgs historia 1680–1718 (701 sid.) som var två av tjugo band i Göteborgs Jubileumspublikationer.
Almquistgatan i stadsdelen Kyrkbyn, på Hisingen i Göteborg är uppkallad efter historikern.

## Familj
Helge Almquist var son till medicine doktor Seth Almquist (1820–1891) och Anna Sophia Almquist, född Fernström (1850–1919) i Älvsbacka, Värmland. Han gifte sig den 30 juli 1915 med Ingegärd Ekman, född 1885 i Göteborg, dotter till ingenjören och filiosofie doktorn Gustav Ekman och Gerda Elisabeth Ekman, född Gödecke. Barn: Ann-Marie (född 1916), Thomas (född 1918), Gerda (född 1920) och Erland (född 1921).
På fädernet tillhörde han den äldre grenen av den berömda lärdomssläkten med detta namn, vilken kan följas tillbaka till Upplandsbönder under 1500-talets förra hälft och till vars yngre gren författaren Carl Jonas Love Almquist hörde. 

## Utmärkelser
Almquist var innehavare av det med anledning av Hans Majestät Konung Gustaf V:s 70-årsdag instiftade minnestecknet, kommendör av Nordstjärneorden av andra klassen, Kungliga Danska Dannebrogsorden av andra graden och officer av Polska orden Polonia Restituta. År 1910 fick han mottaga Geijers historiska pris av filosofiska fakulteten i Uppsala.

## Hedersuppdrag
Almquist var ledamot av Vitterhets-, historie- och antikvitetsakademien, ledamot av Samfundet för utgivande av handskrifter rörande Skandinaviens historia (1911), ledamot av Vetenskapssocieteten i Uppsala, Kungliga Vetenskaps- och Vitterhetssamhället i Göteborg, ledamot av Polska Vetenskapsakademien samt kallades 1913 till ledamot av arkivkommissionen i Nizjnij Novgorod.  
Han invaldes som ledamot av Kungliga Vetenskapsakademien 1933.